# Velika Klisa
Velika Klisa – wieś w Chorwacji, w żupanii bielowarsko-bilogorskiej, w gminie Đulovac. W 2011 roku pozostawała niezamieszkana.